# Nybro
För andra betydelser, se Nybro (olika betydelser).

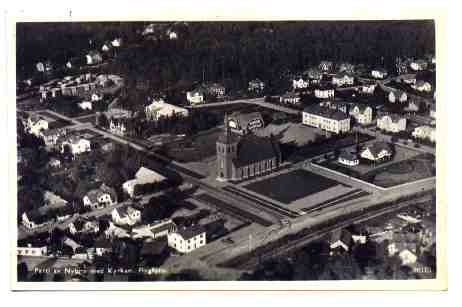
Gammal flygbild över Nybro

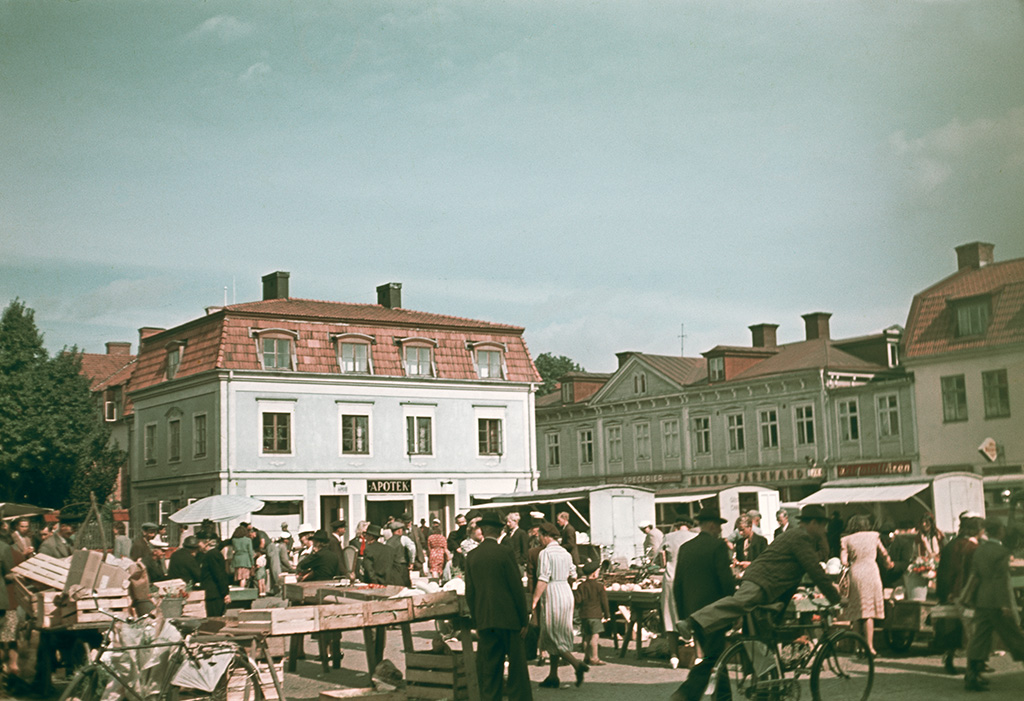
Salutorget i Nybro, 1945.

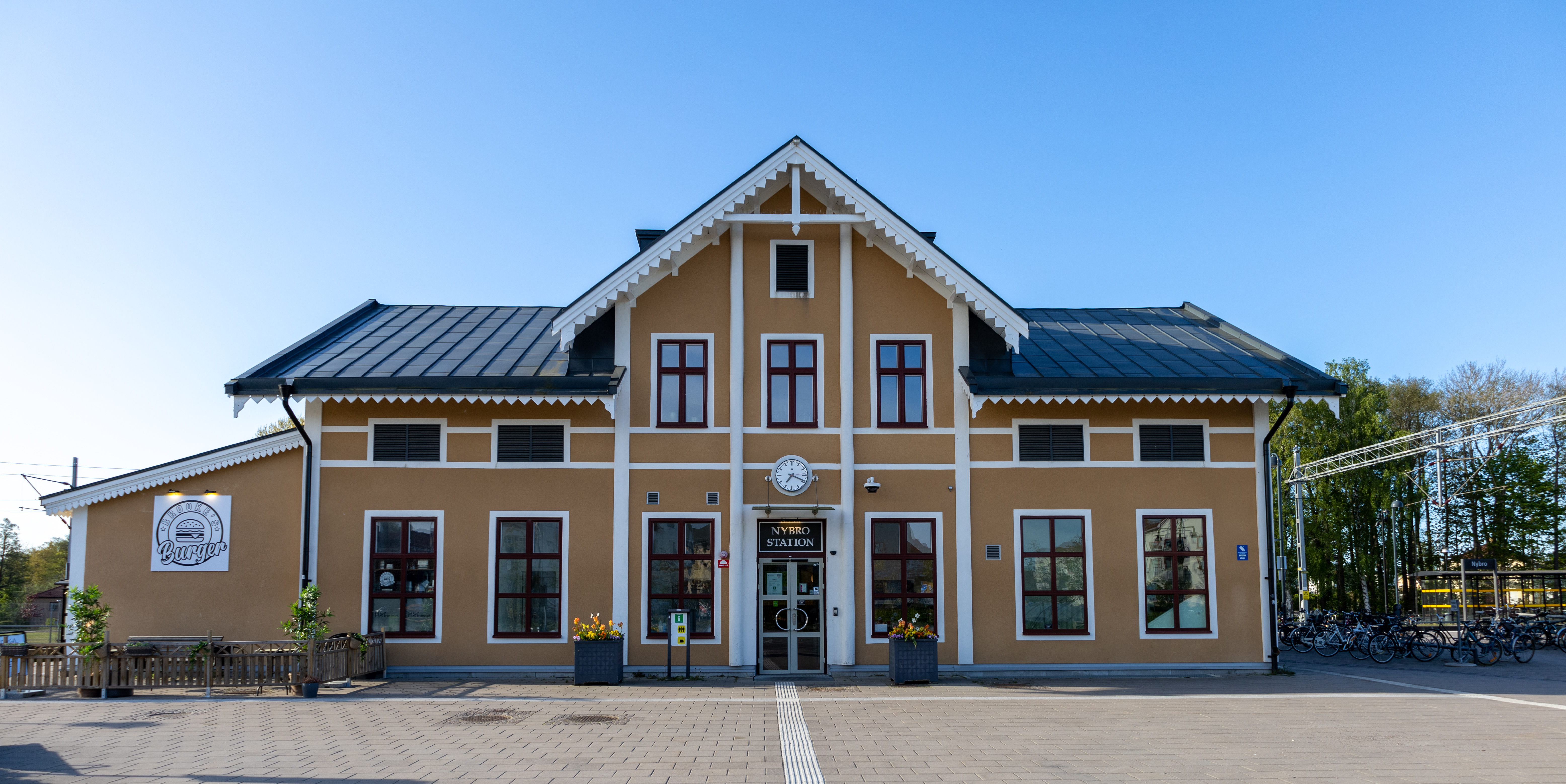
Nybro station i maj 2022.

Nybro uttal (fil) är en tätort och centralort i Nybro kommun i Kalmar län. Regionens skogiga områden har gynnat framväxten av den glas- och träindustri som bidrog till att Nybro blev ett industrisamhälle på slutet av 1800-talet och stad 1932.

## Historik
Nybro växte fram som ett slags rastplats för resande på vägen mellan Växjö och Kalmar. Där denna väg korsade en bäck (Bolanders bäck) byggdes en ny bro vid mitten av 1700-talet, den så kallade Lortbron. Kort därefter tillkom en krog, Lortkrogen. Ett garveri anlades 1824 på platsen av Henrik Nyberg, som lät bygga om bron och döpa platsen till Nybro. 1835 följdes han av Tore Jönsson från Blekinge som uppförde ett färgeri, ett spinneri och ett väveri på platsen. 1845 bestod Nybro av fem tomter: Nybergs garveri, Jönssons färgeri, C. G. Engvalls hattmakeri, lackfabrikör C. F. Eksteds gård, J. Sällströms kopparslageri och Madesjös sockenapotek som flyttats hit från Tvärskog 1837. Garveriet låg längs Bolanders bäck för att kunna utnyttja vattenkraften. Längre ner längs ån låg under 1800-talet flera kvarnar. 
Under mitten av 1800-talet växte samhället hastigt. Då Nybro fick köpingsrättigheter 1865 hade orten 297 invånare. Då industrialismen på allvar nått Sverige anlades flera fabriker och invånartalet ökade ytterligare. En fabrik som fått anmärkningsvärt stor betydelse för Nybro är det 1857 grundade Gustaf Kähr AB, som ursprungligen tillverkade svarvade träartiklar. 1871 etablerades Pukebergs glasbruk. Glasbruket är ett av Sveriges äldsta och mest välbevarade, med bebyggelse från sekelskiftet. På 1890-talet var det ett av landets största. När Kalmar 1874 förbands med järnvägen mellan Växjö och Karlskrona fick Nybro ytterligare ett uppsving och blev den industriort den fortfarande är. 
De goda kommunikationerna och det järnhaltiga vattnet möjliggjorde att Nybro kallvattenkuranstalt AB kunde öppna 1883. Vid sekelskiftet hade Nybro blivit en känd brunnsort och kurort, med både varmbadhus och kallbadhus. Thebacken och Linneasjön i närheten av badhuset blev rekreationsplatser för den gästande medel- och överklassen. Kvar finns idag enbart vattenpaviljongen i Badhusparken.
Längs Storgatan som leder fram till torget och Bolanders bäck och som följer den gamla landsvägens sträckning kan man beskåda flera jugendhus uppförda under Nybros tid som köping.
År 1932 blev Nybro en stad. Nybro kyrka invigdes 1934. Kyrkans altartavla föreställer den predikande Jesus och är målad av Nybro-konstnären Gunnar Theander. Året därpå grundades Nybro glasbruk. 1935 invigdes även Nybro stadshus i klassicistisk stil  och Stora hotellet i funkisstil. Arkitekten bakom stadshuset och hotellet var Kjell Westin. Den freskomålning som finns på hotellet och som målades av Gunnar Theander är en av norra Europas största med motiv från Nybros framväxt från 1830-talet och framåt. Framför hotellet och stadshuset finns även skulpturen ”Glas i centrum”, invigd 1968 och ritad av konstnären Vicke Lindstrand. Skulpturen föreställer en evighetsslinga och glasblåsarpipor. Den har kommit att bli en symbol för staden.
På 1960- och 1970-talen revs mycket av den ursprungliga bebyggelsen inne i staden för att ge plats åt nybebyggelse. Ett exempel är att kvarteret Balder intill stadshuset jämnades med marken för att ge plats åt det nya kommunhuset.

Högst folkmängd hade Nybro under 1970- och 1980-talen, då mer än 13 000 personer bodde i tätorten. År 2015 passerade folkmängden återigen 13 000. 

### Administrativa tillhörigheter
Nybro var belägen i Madesjö socken och ingick efter kommunreformen 1862 i Madesjö landskommun. Nybro fick 3 februari 1865 rättigheter som köping fortfarande liggande inom landskommunen.  25 april 1879 utbröts köpingen och bildade en köpingskommun, Nybro köping vilken 1932 ombildades till Nybro stad. 1965 växte Nybro samman med Madesjö i Madesjö socken/landskommun. Stadskommunen utökades 1969 och uppgick 1971 i Nybro kommun med Nybro som centralort.
I kyrkligt hänseende hörde Nybro före 1939 till Madesjö församling, därefter till Nybro församling.
Orten ingick till 1969 i Södra Möre tingslag därefter till 1971 i Möre och Ölands domsagas tingslag. Från 1971 till 1982 ingick Nybro i Möre och Ölands domsaga och orten ingår sedan 1982 i Kalmar domsaga.

### Befolkningsutveckling
| Befolkningsutvecklingen i Nybro 1960–2020 | Befolkningsutvecklingen i Nybro 1960–2020 | Befolkningsutvecklingen i Nybro 1960–2020 | Befolkningsutvecklingen i Nybro 1960–2020 | Befolkningsutvecklingen i Nybro 1960–2020 |
| ----------------------------------------- | ----------------------------------------- | ----------------------------------------- | ----------------------------------------- | ----------------------------------------- |
|                                           |                                           |                                           |                                           |                                           |
| År                                        |                                           |                                           | Folkmängd                                 | Areal (ha)                                |
| 1960                                      | 1960                                      |                                           | 8 669                                     |                                           |
| 1965                                      | 1965                                      |                                           | 11 311                                    |                                           |
| 1970                                      | 1970                                      |                                           | 12 875                                    |                                           |
| 1975                                      | 1975                                      |                                           | 13 010                                    |                                           |
| 1980                                      | 1980                                      |                                           | 13 064                                    |                                           |
| 1990                                      | 1990                                      |                                           | 12 808                                    | 1 062                                     |
| 1995                                      | 1995                                      |                                           | 12 910                                    | 1 067                                     |
| 2000                                      | 2000                                      |                                           | 12 322                                    | 1 067                                     |
| 2005                                      | 2005                                      |                                           | 12 598                                    | 1 067                                     |
| 2010                                      | 2010                                      |                                           | 12 810                                    | 1 093                                     |
| 2015                                      | 2015                                      |                                           | 13 039                                    | 1 077                                     |
| 2020                                      | 2020                                      |                                           | 13 599                                    | 1 163                                     |
| Anm.: Sammanvuxen med Madesjö 1965.       |                                           |                                           |                                           |                                           |

## Nybros stadsdelar
Stadsdelar upptagna i översiktsplan 2014

- Centrum
- Flyebo
- Fredrikslund
- Gåsamaden
- Hagnebo
- Hanemåla
- Idehult
- Joelskogen - Thebacken
- Kungshall
- Kährs
- Madesjö kyrkby
- Madesjö - Idehult
- Myrdalen
- Paradiset
- Pukeberg
- Rismåla
- Smedstorp
- Svartbäcksmåla
- Södra Nybro
- Åkrahäll
- Östermalm

## Näringsliv
Näringslivet domineras i dag av trä-, glas-, pappers- och verkstadsindustri. Största arbetsgivaren är Nybro kommun. Den största privata arbetsgivaren är AB Gustaf Kähr.

### Bankväsende
Madesjö och Örsjö kommuners sparbank hade grundats år 1871 och år 1916 grundades även Nybro sparbank. De gick samman som Madesjö-Nybro sparbank år 1953. Denna sparbank uppgick år 1985 i Sparbanken Kronan som senare blev en del av Swedbank.
Kalmar enskilda bank öppnade ett avdelningskontor i Nybro den 1 juni 1899. Senare öppnade även Skånska handelsbanken ett kontor. Vid 1910-talet utgång hade de två bankerna uppgått i Svenska Handelsbanken respektive Skandinaviska kreditaktiebolaget.
Den 16 december 2016 lade SEB ner i Nybro. Den 1 juni 2021 stänger även Handelsbanken. Därefter finns Swedbank kvar på orten.

## Kultur och sevärdheter
I tätorten finns två glasbruk, Pukebergs glasbruk och Nybro glasbruk. Mer kända är Orrefors glasbruk och Målerås glasbruk, som båda ligger i kommunen. Tätheten mellan glasbruken inom och kring kommunen har lett till att Nybro ofta kallas för "Staden i Glasriket". Vid varje glasbruk finns utställningar av glas. I Pukeberg, som ligger i stadens utkant, finns även Designarkivet samt design- och reklamutbildningarna knutna till Linnéuniversitetet. I Pukebergs konsthall visas olika utställningar inom konst och design.
Kyrkstallarna i Madesjö, cirka en kilometer från järnvägsstationen, inrymmer ett stort hembygdsmuseum. Andra sevärdheter är Qvarnasläts hembygdsförening. Inom eller i närheten av tätorten finns värdefulla naturområden, till exempel naturreservaten Rismåla och Svartbäcksmåla. Även området kring Linneasjön, med Joelskogen och Thebacken, är av betydelse. 
I Nybro finns ett privat James Bond-museum.
Här finns också Nybro närradioförening.

### Musik
Det finns många lokala band i Nybro. Ungdomsgården Mejeriet arbetar aktivt för att utveckla och satsa på lokala band genom att anordna konserter och ordna med replokaler. 
Det finns även en musikkår som spelar traditionsenlig marschmusik.
Rockbandet Avantgardet är från Nybro, likaså sångerskan och låtskrivaren Myra Granberg.

### Film
Nybro filmstudio har en lång tradition att erbjuda visningar av kvalitetsfilm i Nybro, som en del av filmstudiorörelsen där biograferna i landsbygden har möjlighet att visa filmer som kanske inte hittar ut på den vanliga repertoaren. 

## Sport
Nybro har långa traditioner av sport med framför allt Nybro IF, Nybro Vikings IF och Pukebergs BK som alla legat högt upp i respektive seriesystem. Idag domineras idrotten i Nybro av ishockeylaget Nybro Vikings som spelar i Hockeyallsvenskan. Liljas Arena som invigdes 1963 under namnet Victoriahallen var Sveriges fjärde första ishall och ishockeyn har haft en mycket stark ställning på orten sedan dess, men kommunen har idrott av alla slag och många av föreningarna har sitt ursprung i den allmänna idrottsföreningen Nybro IF. Kommunens utsågs till årets småländska idrottskommun så sent som 2016.

### Föreningar
Kommunen har tillsammans med RF-SISU Småland tagit fram en förteckning över idrottsföreningar med barn- och ungdomsverksamhet i kommunen. Där listas bl.a. följande föreningar (säsongen 2024/25):
- BK-71 (badminton)
- BTK Arsenal (bordtennis)
- IK Hinden (friidrott)
- Madesjö IF (fotboll, damer)
- Nybban BC (bowling)
- Nybro drill
- Nybro golfklubb
- Nybro handboll
- Nybro IF (fotboll och konståkning)
- Nybro IBK (innebandy)
- Nybro Jujutsuklubb
- Nybro Kampsport Center
- Nybro Motorklubb
- Nybro Orienteringsklubb
- Nybro Vikings IF (ishockey), Hockeyallsvenskan
- Nybro Ridklubb
- Nybro schacksällskap
- Nybro simklubb
- Nybro slalomklubb
- Pukebergs BK (fotboll)

Föreningsregistret listar dessutom bl.a. dessa föreningar inom idrott:
- Glasrikets RC (löpning, cykel, mountainbike)
- Nybro city padel club
- Nybro Cykelklubb
- Nybro Discgolfklubb
- Nybro Draghund Klubb
- Nybro Pistolskytteklubb
- Nybro Ski
- Nybro Sportklubb (bandy, gymnastik)

## Kända personer från Nybro
- Runer Jonsson, journalist och författare, uppväxt och verksam i Nybro [28][29]
- Gunnar Theander, konstnär, uppväxt i Nybro [28][29]
- Kristina Wayborn, skådespelare, uppväxt i Nybro[28][29]
- Samuel Fröler, skådespelare, uppväxt i Madesjö (del av Nybro centralort)[29]
- Björn "Böna" Johansson, ishockeyspelare[29]
- Fredrik Olausson, ishockeyspelare[29]
- Lisa Johansson, ishockeyspelare[29]
- Johanna Elkesdotter Wrethov, låtskrivare[29]
- Myra Granberg, singer-songwriter och musikproducent[29]